# مادر (ترانه پینک فلوید)
مادر (به انگلیسی: Mother) آهنگی از گروه موسیقی پراگرسیو راک پینک فلوید است که در آلبوم ۱۹۷۹ آن‌ها با نام دیوار قرار دارد. این آهنگ توسط راجر واترز نوشته شده‌است.

## درباره آهنگ
مدت زمان این اهنگ ۵:۳۵ ثانیه‌است. در ساخت آهنگ از سازهایی مانند اُرگ، پیانو، گیتار آکوستیک و الکتریک و درام استفاده شده‌است. در ابتدا راجر واترز به خواندن (از زبان فرزند) می‌پردازد و بعد دیوید گیلمور آهنگ را از زبان مادر می‌خواند و به دنبالش گیتار الکتریک نواخته می‌شود.

## داستان
در این آهنگ، پینک که مریض شده، نگران اتفاقات آینده است، از مادرش سوالاتی می‌پرسد. اما مادرش در اقدامی عجیب، به جای دلداری، به پسرش می‌گوید که
مادر کاری می‌کند همه کابوس‌های تو واقعی شوند! مادر می‌خواهد ترس‌هایش را درون تو بریزد!
اینجا متوجه می‌شویم که مادر پینک به طرز بیمارگونه‌ای نمی‌خواهد فرزندش دچار هیچگونه آسیبی بشود. برای همین نمی‌خواهد اجازه بدهد پرواز کند (شاید نمی‌خواهد او را هم مانند پدر پینک، از دست بدهد)، اما شاید بگذارد پینک آواز بخواند. چندین بار در آلبوم، عنوان "کودک غمگین" به کار می‌رود، که نماد مشکلات و غم‌های آینده زندگی پینک است. 

مادر، در مراقبت از پینک در حدی زیاده روی می‌کند که حتی می‌گوید:
مادر دوست دخترهایت را برایت چک می‌کند!
و همچنین در اواخر آهنگ می‌شنویم:
البته که مادر به تو کمک می‌کند دیوار را بسازی!
و نتیجه می‌گیریم که مادر پینک نیز "آجری دیگر در دیوار" تنهایی و انزوای پینک است.

## در فیلم دیوار
در فیلم دیوار هنگام پخش این آهنگ، صحنه‌هایی از شخصیت اول داستان یعنی پینک به همراه همسرش را نشان می‌دهد که به وی حسی بی‌تفاوت نشان می‌دهد و در پی این بی توجهی پینک به گذشته‌های خود فکر می‌کند و زمانی که مادرش در همه حال به او توجه می‌کرد اما همسرش چنین حسی را به وی ندارد.

## سازندگان و نوازندگان
- راجر واترز - گیتار آکوستیک، گیتار بیس، خواننده
- دیوید گیلمور - خواننده و گیتار الکتریک
- باب ازرین - اُرگ ، پیانو
- جف پورکرو - درام